# Berbești (Vâlcea megye)
Ez a lap az olténiai városról szól. Ugyanezzel a névvel lásd Bárdfalva.
Berbești város Vâlcea megyében, Olténiában, Romániában.

## Történelem
1970-ben kezdték el a lignit bányászatát külszíni fejtéssel.
Városi rangot 2003-ban kapott.

## Gazdaság
A település fejlődéséhez jelentősen hozzájárult a lignit bányászatának elkezdése. A településen fontos megélhetési lehetőséget jelent a mezőgazdaság is.